# Príncipe de Asturias (1794)
Pour les autres navires du même nom, voir Príncipe de Asturias (navire).
Le Príncipe de Asturias (en français : Prince des Asturies) est un vaisseau de ligne espagnol de trois ponts armé de 112 canons. Construit à La Havane, il est lancé le 28 janvier 1794. Il participe aux guerres de la Révolution française et de l'Empire. Il combat lors de la bataille du cap Saint-Vincent puis à Trafalgar où il est le navire amiral de Federico Carlos Gravina y Nápoli. Réfugié à Cadix avec quelques navires français, il participe en 1808 à leur capture. Envoyé aux Antilles en 1810, il est détruit en 1817.

## Conception et construction
Le Príncipe de Asturias est construit aux chantiers navals de La Havane et lancé en 1794. Il est l'un des vaisseaux de la classe Santa Ana, conçue par l'architecte naval José Romero y Fernández de Landa (en). Long de 59,33 m à la ligne de flottaison, il est large de 16,12 m. Après armement, son tirant d'eau est de 28 pieds soit environ 7,8 m. Sa construction en bois des îles lui confère une grande robustesse.
La coque du vaisseau est doublée de cuivre lors d'un carénage à Caracca à l'été 1798.

### Armement
À sa mise en service, le vaisseau est armé avec 112 canons répartis sur ses trois ponts. 30 canons de 36 livres occupent la batterie inférieure, 32 canons de 24 livres occupent la batterie médiane, 32 canons de 12 livres occupent la batterie supérieure tandis que 12 canons de 8 livres se trouvent sur le bastingage et 8 sur le château.
En 1805, pour la bataille de Trafalgar, l'armement du vaisseau compte 30 canons de 36 livres, 32 canons de 24 livres occupent la batterie médiane, 30 canons de 12 livres, et 6 canons de 8 livres. À ces canons proprement dits, s'ajoutent 14 obusiers de 48 livres et 6 obusiers de 24 livres.

## Service actif

### Guerres de la Révolution française
Armé à La Havane, il est envoyé à Cadix, qu'il atteint le 17 mai 1795. Il sert alors de navire-amiral à différents officiers et opère en Méditerranée occidentale et dans l'Atlantique nord.
Le 14 février 1797, il participe, sous le commandement du capitaine de vaisseau Antonio de Escaño, à la bataille du cap Saint-Vincent. Il y est le navire-amiral du lieutenant-général Moreno et se trouve à l'arrière-garde espagnole, dans le groupe protégeant le convoi. Lorsque l'escadre de Jervis s’engouffre dans l'espace entre les deux groupes de navires espagnols, le Príncipe de Asturias essaye de se placer devant le Victory. Les deux vaisseaux se trouvent bord à bord et le vaisseau espagnol lâche une bordée  qui passe au-dessus de sa cible. Le Príncipe de Asturias présente alors sa poupe aux canons du Victory qui lui délivrent une bordée destructrice qui le contraint à se replier avec les autres vaisseaux de l'arrière-garde. À la fin de la bataille, il parvient à dégager la Santísima Trinidad qui allait être prise. Il rejoint Cadix le 3 mars.
En 1799, le Príncipe de Asturias rejoint Brest et s'y retrouve bloqué jusqu'à la paix d'Amiens, en 1802. Rentré à Cadix le 13 mai, il est impliqué dans une collision avec le Bahama le mois suivant. Il passe la fin de l'année entre Naples et Carthagène avant de rejoindre le Ferrol le 26 février 1803 et d'y être désarmé.

### Campagne de Trafalgar

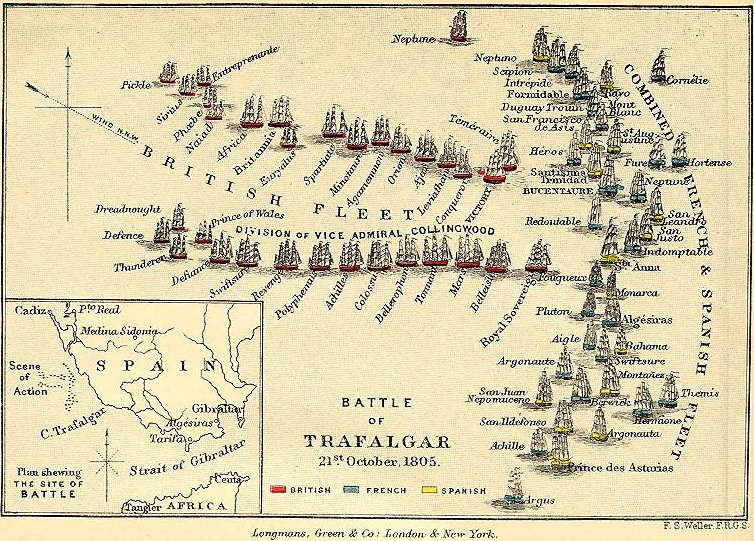
Carte d'époque de la bataille de Trafalgar, on voit le Príncipe de Asturias en queue des forces navales franco-espagnoles.

Réarmé en 1804, il est en 1805 le navire amiral de Domingo Pérez de Grandallana et se trouve au Ferrol lorsque l'escadre combinée de Villeneuve et Gravina rentre des Antilles. Comme les autres vaisseaux alliés du Ferrol, il rejoint la flotte et va s'enfermer à Cadix. C'est là que l'amiral Gravina en fait son vaisseau-amiral, après le départ de Grandallana.
Lors de la campagne de Trafalgar, la flotte espagnole compte un déficit dramatique en canonniers. Sur le Príncipe de Asturias, le phénomène est limité avec seulement 10 % de ces hommes d'équipage manquants. De plus, son équipage est composé d'une proportion plus importante de gens de mer que sur les autres unités espagnoles. Le navire-amiral de Gravina va ainsi montrer une très bonne tenue au feu et de grandes qualités combattantes pendant la bataille.
Au soir du 20 octobre 1805, Gravina place l'escadre d'observation, dont il a le commandement, en tête de la ligne de bataille alliée. Le lendemain, au matin de la bataille de Trafalgar, Villeneuve ordonne à la flotte de faire demi-tour après avoir aperçu la flotte de Nelson se diriger vers elle. Le virement lof pour lof se fait difficilement et le Príncipe de Asturias et l'Achille s'abordent sans gravité. Le vaisseau espagnol se trouve alors en antépénultième position dans la ligne de bataille franco-espagnole, derrière l'Achille et devant le Berwick.
La colonne britannique sous le vent, commandée par Collingwood prend pour cible l'arrière-garde franco-espagnole. Ce sont huit vaisseaux, menés par le Prince, qui attaquent les cinq derniers vaisseaux alliés. Le Príncipe de Asturias affronte plusieurs unités britanniques, dont les HMS Revenge, HMS Thunderer et Dreadnought, avec un certain succès, causant de nombreux dégâts matériels et empêchant un vaisseau ennemi de couper la ligne de bataille. Vers 14 heures, l'amiral Gravina est gravement blessé au bras et doit laisser le commandement à son chef d'état-major, Antonio de Escaño. Vers 15 heures, le Príncipe de Asturias se porte au secours de l'Argonauta, sur le point de succomber, avec lequel il avait déjà dégagé l'Argonaute. Attaqué ensuite par un vaisseau à trois ponts britannique, le navire-amiral espagnol est proche de succomber lorsqu'à 17 heures, il est dégagé par le Neptune et le San Justo.

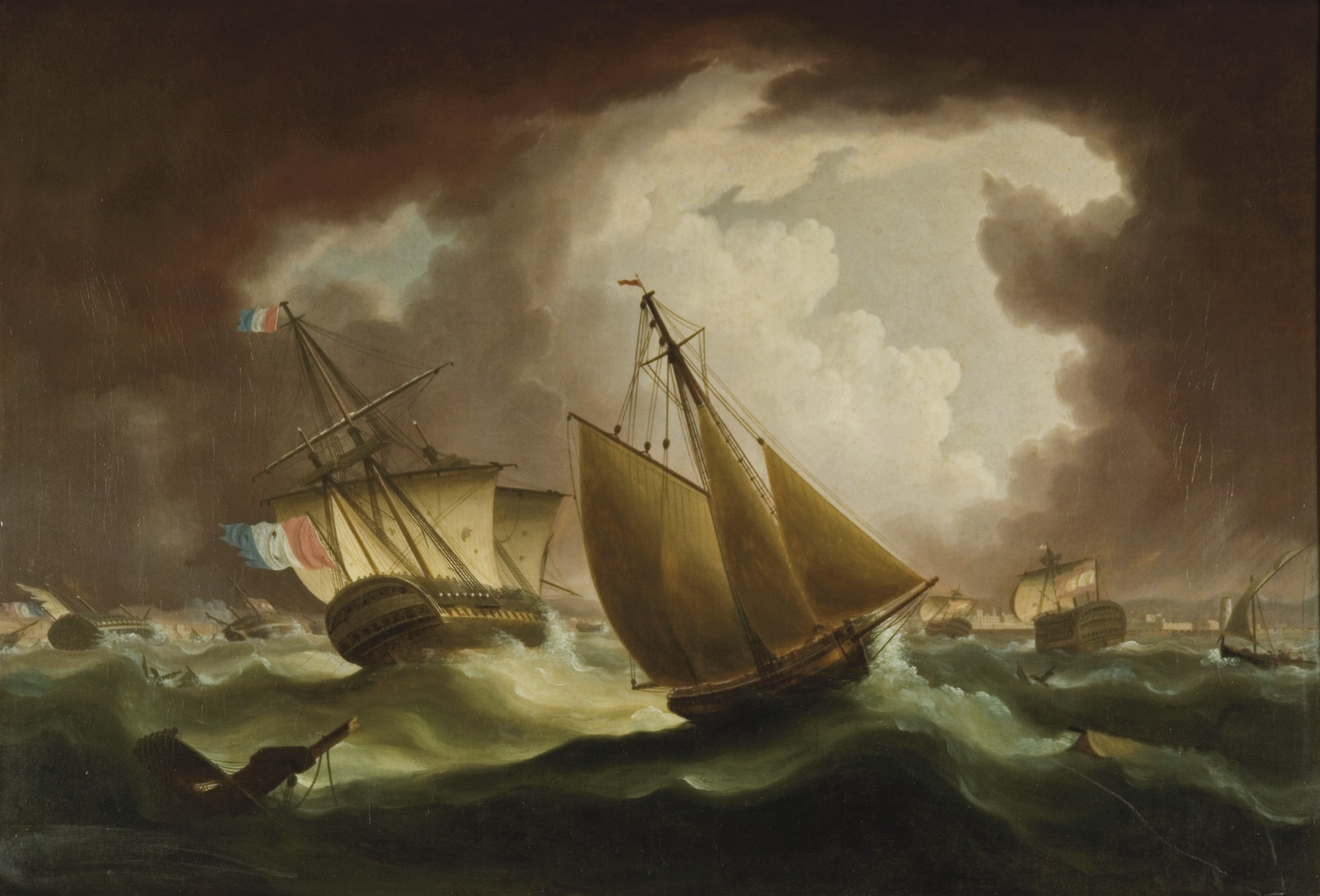
Retour des rescapés à Cadix après la bataille de Trafalgar.

Très endommagé, le Príncipe de Asturias doit être pris en remorque à 17 heures 30 par la Thémis, tandis qu'Escaño fait hisser le pavillon de ralliement général et absolu au reste de la mature. Le vaisseau, toujours remorqué par la frégate française, regagne Cadix suivi par les dix autres vaisseaux rescapés de la bataille. Après avoir mouillé à l'entrée de la rade dans la nuit, il entre dans le port le 22 octobre.
Trop endommagé, le Príncipe de Asturias ne prend pas part à la contre-attaque du 23 octobre, décidée lors du conseil de guerre tenu le 22 à son bord par Escaño et les quatre plus anciens capitaines de vaisseaux alliés. Sur le 1 142 hommes d'équipage, 52 sont tués et 110 blessés dans la bataille.

### Guerre d'Espagne
Enfermé à Cadix avec les autres rescapés de Trafalgar, le Príncipe de Asturias y est encore en 1808, lorsque la guerre entre l'Espagne et la France éclate. Avec les autres vaisseaux espagnols présents, il tient un rôle secondaire dans la prise de l'escadre française de Rosily.

## Dernières années
Envoyé à La Havane en 1810, il coule dans ce port, faute d'entretien, en 1812. Il est détruit en 1817.